# リムコーポレーション
株式会社リムコーポレーション（英: LIM Corporation Ltd）は、かつて組込機器向けフォントの開発・販売を主に行っていた日本の企業。
1988年に竹塚直久により創設され、当初は海外言語のビットマップフォントのキャラクタージェネレータなどを開発し、プリンターメーカーへのライセンス販売で業務をスタート、当時国内では海外言語のフォントを専門に開発・販売を行っている会社がなかったため業績を伸ばす。
その後プリンターがドットプリンターからレーザープリンターへと移行する時期になると、プリンター業界でのビットマップフォントの需要が大幅に減ってきたため、新たな市場として急速に普及を始めた携帯電話の表示用へと販路を拡大し市場シェアを伸ばす。
現在は旧来の携帯電話だけでなくスマートフォン、カーナビ等の情報機器、医療機器、計測器、各種設備の制御パネルなど多種多様な機器へフォントの販売を行っている。
また創設当初の流れから海外言語を得意としている。
2013年9月30日にモリサワが発行済み株式の89.7%を取得し、モリサワの子会社となった。
2022年2月1日をもって親会社のモリサワに吸収合併され解散した。

## 取り扱い製品
- ビットマップフォント
- 組込機器向けスケーラブルフォント
- ユニバーサルデザインフォント（字母デザイン：千葉大学グランドフェロー 千葉大学デザイン工学科教授 宮崎紀郎（2006年退官））[2]
- 中国語政府認定ビットマップフォント (GB2312/GB18030)
- 脳内認証